# Jaragua (geslacht)
Jaragua is een geslacht van rechtvleugeligen uit de familie Pyrgomorphidae. De wetenschappelijke naam van dit geslacht is voor het eerst geldig gepubliceerd in 1995 door Perez-Gelabert, Dominici & Hierro.

## Soorten
Het geslacht Jaragua omvat de volgende soorten:
- Jaragua oviedensis Perez-Gelabert, Dominici & Hierro, 1995
- Jaragua serranus Perez-Gelabert, Dominici & Hierro, 1995